# Жандармерија (Русија)
Жандармерија (од фр. gendarmerie) постојала је током периода Руске Империје од 1826. до 1917. године под називом „Корпус жандарма” и имала је функцију политичке или тајне полиције. Првобитно се налазила у саставу Трећег одјељења Сопствене канцеларије Његовог императорског величанства.

## Историја
Жандармерија у Русији се први пут спомиње 1792. године када је у саставу „гатчинских трупа” цесаревића Павла Петровича била основана коњичка јединица названа кирасирски или жандармски пук. Након Павловог ступања на императорски престо та јединица је ушла у састав гардијског коњичког пука. Затим се жандармерија није спомињала до 1815. године када је основан жандармски гардијски полуескадрон. Такође, Борисоглепски драгунски пук је био преименован у жандармски пук и био распоређен при војсци са функцијом војне полиције. Године 1817. установљени су тзв. Жандарми унутрашње страже (рус. Жандармы внутренней стражи) који су у престоницама били организовани у жандармске дивизионе.
Године 1827. званично је основан Корпус жандарма (рус. Корпус жандармов) и за првог „шефа жандарма” постављен је гроф Александар Бенкендорф који је годину дана раније постао главни начелник Трећег одјељења Сопствене канцеларије Његовог императорског величанства. Корпус жандарма је био извршни орган Трећег одјељења (тајна полиција). Цјелокупна Руска Империја је првобитно била подијељена на пет жандармских округа, а потом и на осам. Окрузи су се даље дијелили на одјељења. На челу округа стајали су генерали непосредно потчињени шефу жандарма, а за сваку губернију постављао се штабни официр потчињен окружном генералу. Оваква организација је промијењена законом из 1867. године када је већина округа укинута, а губернијски штабни официри постали су начелници губернијских жандармских управа. Законом из 1875. године назив жандармерије је постао „Посебни корпус жандарма” (рус. Отдельный корпус жандармов, ОКЖ). Године 1880, када је укинуто Треће одјељење Сопствене канцеларије Његовог императорског величанства, главно начелништво над жандармима је прешло на министра унутрашњих послова са правима шефа жандарма. У војном аспекту Посебни корпус жандарма се потчињавао војном министру.
Губернијске жандармске управе су непосредно биле потчињене Штабу Посебног корпуса жандарма, а у политичком смислу Трећем одјељењу Сопствене канцеларије Његовог императорског величанства. Жандармерија је 1880. године привремено прешла под надлежност главног начелника Врховне управне комисије (рус. Верховная распорядительная комиссия). Исте године су укинути Треће одјељење и Врховна управна комисија, а Посебни корпус жандарма је потпао под надлежност новоустановљеног Департмана полиције при Министарству унутрашњих послова. Министар је имао звање шефа жандарма, а замјеник министра је био командант Посебног корпуса жандарма. На челу Департмана полиције се налазио директор.

## Дјелокруг
У Судским статутима судска истрага за државне прекршаје је била стављена у надлежност тужилаца судских комора, тако да је дошло до мијешања надлежности између жандарма и тужилаштва. Дана 19. маја 1871. изашле су допуне статутима према којим су истражне радње за државне прекршаје препуштене официрима корпуса жандарма, осим у случајевима када би прекршај учинио један војни службеник, и то тамо где искључиву надлежност има војно или поморско начелство и у време вршења службе. О прекршајима који нису били државни, жандарми су само могли дојавити мјесном тужилаштву и општој полицији.
Жандармске полицијске управе жељезница које су биле непосредно потчињене начелнику штаба корпуса жандарма, осим општих обавеза корпуса жандарма, замјењивале су општу полицију у рејону жељезница.
За непримјерен рад и злоупотребе положаја жандармски официри су одговорност сносили само пред њиховим непосредним начелством, тужиоци су о томе могли само обавијестити министра правде, који се договарао са министром унутрашњих послова. Када настане размимоилажење међу тужиоцем и начелством, предмет се упућивао на рјешавање Сенату (први департман).